# Mahala, Noua Suliță
Mahala (în ucraineană Магала, transliterat Mahala, în rusă Магала și în germană Mahala) este un sat reședință de comună în raionul Noua Suliță din regiunea Cernăuți (Ucraina). Are 2.552 locuitori, preponderent  români.
Satul este situat la o altitudine de 152 metri, în partea de sud-vest a raionului Noua Suliță. De această comună depind administrativ satele Buda, Cotul Ostriței și Prut.

## Istorie
Localitatea Mahala a făcut parte încă de la înființare din regiunea istorică Bucovina a Principatului Moldovei. În ianuarie 1775, ca urmare a atitudinii de neutralitate pe care a avut-o în timpul conflictului militar dintre Turcia și Rusia (1768-1774), Imperiul Habsburgic (Austria de astăzi) a primit o parte din teritoriul Moldovei, teritoriu cunoscut sub denumirea de Bucovina. După anexarea Bucovinei de către Imperiul Habsburgic în anul 1775, localitatea Mahala a făcut parte din Ducatul Bucovinei, guvernat de către austrieci, făcând parte din districtul Sadagura (în germană Sadagora).  
După Unirea Bucovinei cu România la 28 noiembrie 1918, satul Mahala a făcut parte din componența României, în Plasa Prutului a județului Cernăuți. Pe atunci, populația era formată aproape în totalitate din români. 
Ca urmare a Pactului Ribbentrop-Molotov (1939), Bucovina de Nord a fost anexată de către URSS la 28 iunie 1940, reintrând în componența României în perioada 1941-1944. Apoi, Bucovina de Nord a fost reocupată de către URSS în anul 1944 și integrată în componența RSS Ucrainene. 
Începând din anul 1991, satul Mahala face parte din raionul Noua Suliță al regiunii Cernăuți din cadrul Ucrainei independente. Conform recensământului din 1989, numărul locuitorilor care s-au declarat români plus moldoveni era de 2.231 (16+2.215), reprezentând 90,40% din populație . În prezent, satul are 2.552 locuitori, preponderent români.

## Personalități
- Grigore Nandriș (1895-1968) – lingvist, filolog și memorialist român, profesor la universitățile din Cernăuți, Cracovia, București, Londra și Oxford.
- Anița Nandriș (1904-1986) – țărancă bucovineană, deportată în Siberia, ce a lăsat un amplu jurnal despre calvarul trăit.

## Demografie
Componența lingvistică a localității Mahala
     Română (92,51%)
     Ucraineană (5,96%)
     Rusă (1,45%)
     Alte limbi (0,08%)
Conform recensământului din 2001, majoritatea populației localității Mahala era vorbitoare de română (92,51%), existând în minoritate și vorbitori de ucraineană (5,96%) și rusă (1,45%).
1989: 2.468 (recensământ)
2007: 2.552 (estimare)

### Recensământul din 1930
Componența etnică a comunei Mahala (județul Cernăuți)
     Români (97,89%)
     Polonezi (1,15%)
     Altă etnie (0,96%)
Componența confesională a comunei Mahala
     Ortodocși (97,06%)
     Romano-catolici (1,57%)
     Altă religie (1,37%)
Conform recensământului efectuat în 1930, populația comunei Mahala se ridica la 2.416 locuitori. Majoritatea locuitorilor erau români (97,89%), cu o minoritate de polonezi (1,15%). Alte persoane s-au declarat: germani (8 persoane), ruteni (7 persoane) și evrei (8 persoane). Din punct de vedere confesional, majoritatea locuitorilor erau ortodocși (97,06%), dar existau și romano-catolici (1,57%). Alte persoane au declarat: greco-catolici (2 persoane), mozaici (8 persoane), adventiști (6 persoane), altă religie (15 persoane) și fără religie (2 persoane).